# William Trevitt
William Trevitt (* 7. Februar 1809 in Mont Vernon, New Hampshire; † 8. Februar 1881 in Columbus, Ohio) war ein US-amerikanischer Arzt, Zeitungsmann und Politiker (Demokratische Partei). Er war zweimal Secretary of State, saß im Repräsentantenhaus von Ohio, war Chirurg während des Mexikanisch-Amerikanischen Krieges und ein Diplomat in Südamerika.

## Werdegang
William Trevitt wurde ungefähr drei Jahre vor dem Ausbruch des Britisch-Amerikanischen Krieges im Hillsborough County geboren. Er war der jüngste Sohn von Jane und Henry Trevitt. Über seine Jugendjahre ist nichts bekannt. Trevitt studierte Medizin an der Dartmouth Medical School, wo er 1830 seinen Abschluss machte. Danach zog er nach Baltimore (Ohio). In der Folgezeit praktizierte er dort als Arzt. Später zog er nach Thornville (Perry County).
Trevitt vertrat dann von 1836 bis 1839 das Perry County im Repräsentantenhaus von Ohio. Seine Abgeordnetenzeit war vom Ausbruch der Wirtschaftskrise von 1837 überschattet. Am 9. Juni 1840 verstarb der Secretary of State Carter B. Harlan in Philadelphia (Pennsylvania). Gouverneur Wilson Shannon ernannte daraufhin Trevitt vorübergehend zum Secretary of State, bis die Ohio General Assembly Anfang 1841 zusammenkam um einen Nachfolger zu wählen.
Während des Mexikanisch-Amerikanischen Krieges diente Trevitt als Chirurg in der 2. Ohio Infantry.
Mit der neuen Verfassung von 1851 in Ohio wurde das Amt des Secretary of State zu einer Wahlposition. Trevitt kandidierte daraufhin im selben Jahr um den Posten. Er besiegte dabei den Amtsinhaber Henry W. King von der Free Soil Party sowie den Whig Earl Bill. 1853 wurde er wiedergewählt, verlor aber die folgende Wahl im Jahr 1855 gegenüber dem Republikaner James H. Baker. Er bekleidete den Posten als Secretary of State vom Januar 1852 bis Januar 1856.
Präsident Franklin Pierce ernannte dann Trevitt zum Konsul in Valparaíso (Chile) – ein Posten, den er zwischen 1857 und 1860 innehatte. Danach war er zwischen 1860 und 1861 Konsul in Callao (Peru). Daraufhin kehrte er nach Columbus (Ohio) zurück, wo er dem Zeitungsgeschäft nachging. Im November 1867 gründete er die Sunday Morning News und gab die Zeitung bis zu deren Verkauf 1870 heraus.
Trevitt verstarb am 8. Februar 1881 in Columbus und wurde dann dort auf dem Green Lawn Cemetery beigesetzt. Er war mit Lucinda Butler aus Columbus verheiratet. Das Paar hatte sechs Kinder.